# Randolph Quirk
Charles Randolph Quirk (ur. 1920, zm. 2017) – brytyjski językoznawca, anglista.

## Publikacje (wybór)
- Randolph Quirk, Charles Leslie Wrenn: An Old English Grammar. Taylor & Francis, 1957. ISBN 0-416-77240-4. Brak numerów stron w książce
- Randolph Quirk, Sidney Greenbaum, Geoffrey Leech, Jan Svartvik: A comprehensive grammar of the English language. Harlow: Longman, 1985. ISBN 0-582-51734-6. Brak numerów stron w książce
- Randolph Quirk: Words at work: lectures on textual structure. NUS Press, 1986. ISBN 9971-69-102-7. Brak numerów stron w książce
- Sidney Greenbaum, Randolph Quirk: A Student's Grammar of the English Language. Addison Wesley Publishing Company,, 1990. ISBN 0-582-05971-2. Brak numerów stron w książce